# Ущелина

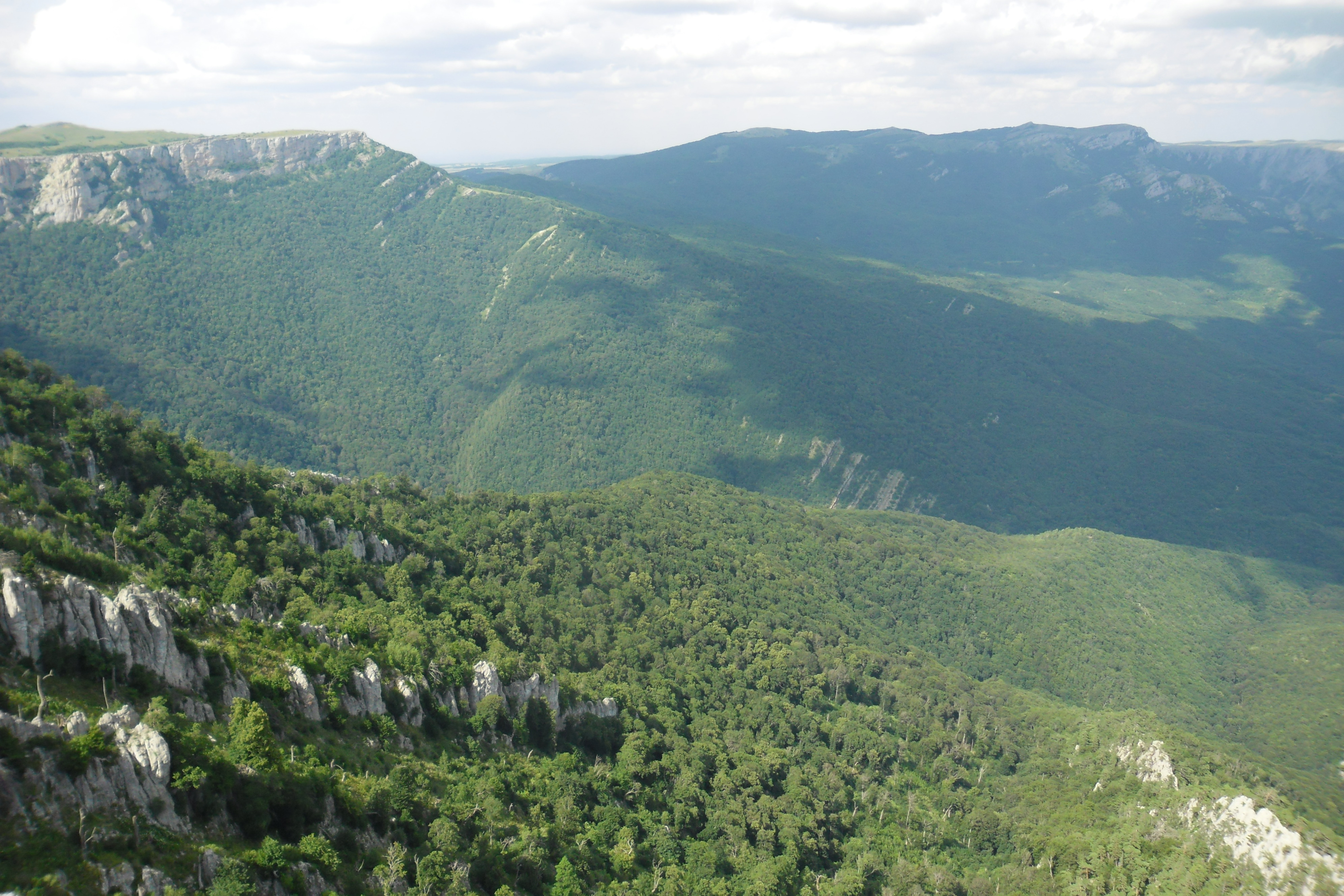
Ущелина Хапхал: Вид на Хапхал з Демерджі, Крим, Україна.

Уще́лина — вузька гірська долина, в поперечному перерізі утворює гострий (рідше прямий) кут, причому, на відміну від каньйону і тіснини, не все дно ущелини зайнято руслом. Синонім: долина V-подібна.

## Приклади
- Хапхал (ущелина)
- Ущелина Крици
- Ущелина Сандан
- Кодорська ущелина
- Чеселтська ущелина
- Боомська Ущелина
- Ущелина Тайсяку
- Багата Ущелина
- Вердонська ущелина
- Баксанська ущелина
- Безенгійська ущелина